# 야나가와 헤이스케
야나가와 헤이스케(일본어: 柳川 平助, 1879년 10월 2일 ~ 1945년 1월 22일)은 일본 제국의 육군군인이다. 사법대신, 국무대신을 역임하였다.

## 초기 이력
나가사키현 출생이지만, 사가현의 야나가와가에 입양되어 그곳에서 자라났다. 1900년 일본 육군사관학교를 졸업하고, 1904년부터 1905년까지 1년간 러일 전쟁에 참전하였다. 종전 이후 일본 육군대학에 입학하여 1912년 졸업하였다. 이후 중국에 주재무관으로 파견되었고, 중국의 베이징 육군대학의 교관을 역임하였다. 이후 유럽으로 가서 제1차 세계대전의 종전 협상인 베르사유 조약에 일본대표의 일원으로 참가하였고, 1920년-1923년에는 국제 연맹의 일본대표단으로 일했다.

## 군 경력
이 당시부터 그는 정치에 관심을 갖게 되어, 일본 군내 파벌의 하나인 황도파에 가담하였다. 황도파는 기존정치를 부정하고 천황 중심의 새로운 정치 체제를 수립한후 군사국가로 탈바꿈 할 것을 주장하고 있었다. 황도파의 영수로는 아라키 사다오, 마사키 진자부로, 오바타 히데요시(小畑英良) 등이 있었다.
그는 계속 기병을 전문가로서 주로 기병부대의 지휘관을 맡았으며 기병총감을 거쳐 1931년에는 중장으로 승진하였다.
1932년-1934년에 그는 육군 차관으로 일했고, 1934년~1935년에는 제1사단장에 임명되었다. 이후 대만군 사령관을 역임하다가 1936년 황도파 장교들이 일으킨 쿠데타인 2.26사건의 진압 여파로 황도파인 그도 예편되었다.
그러나 중일 전쟁이 발발하자 야나가와는 현역으로 복귀하여 중국 주둔의 제10군의 사령관이 되었다. 제10군은 제6, 제18, 제114사단, 그리고 제5사단의 일부로 이루어져 있었다. 이 부대는 1937년 항저우에 도착하였다. 이 부대는 상하이 전투에 참전하였고, 이후 다시 서진하여 난징 전투을 펼쳤다. 그의 부대는 난징함락 직후에 벌어진 난징 대학살에 연루되었다.

## 정계 경력
1938년 야나가와는 다시 부대 개편으로 군에서 예편하여 일본으로 돌아왔다. 그는 정계에 발을 들여놓아서, 일본의 침략 정책을 관리하는 국가 기관인 흥아원(興亜院) 초대 총장에 취임하였다. 그는 히라누마 기이치로와 자이바쓰의 도움으로 1940년 제2차 고노에 내각에서 사법대신에 취임하였다. 사법대신으로서 그는 경찰 조직인 도쿄 경시청을 감독하였다. 이후에 1941년 제3차 고노에 내각에서는 국무대신을 맡았다. 1945년 1월 심장병으로 사망하였다.
그는 고이소 구니아키와 함께 신토의 국교화를 추구하는 국가신토의 옹호자였다.